# 유도부 이야기
유도부 이야기는 만화가 고바야시 마코토에 의해 태어났으며, 초밥집 아들이자 가업을 이어받기로 되어 있던 중학생의 남자 아이의 이야기다.

## 줄거리
특별히 공부를 잘하지만 운동을 즐기지도 않던 산고쥬고는 적당히 상업고등학교를 졸업하고 초밥을 만들며 살아가도록 예정되어 있었다고 봐도 좋았을 것이다.
하지만 고등학교 입학 첫날, 문이 부서질 듯이 열리며 죽도를 들고 교실로 쳐들어온 유도부 선배들과 첫 만남을 갖게 되면서 그 '예정'은 가루가 되어 날아 가버리게 된다.
늘 평범했었던 자기자신에 대한 회의였는지 단순한 호기심이었는지 산고쥬고는 수영부에 들어가겠다던 친구를 꾀어 유도부 연습실로 구경을 가게 되는데 이것이 대단원의 시작인 것이다.
유도부 이야기는 삼박자를 고루 갖춘 한마디로 '명작'이다.
그 첫 번째 박자가 바로 '이야기'
이 이야기는 많은 파생효과를 만들었다고 생각한다.
먼저 만화가 지망생들 혹은 아니었어도 만화를 그리게 돼버린 사람들이다.
유도부 이야기의 첫 연재는 1986년 고단샤의 소년매거진에서 시작되어, 1999년 2월 10일 완결된 만화계의 古書이다.
그 古書는 완결이 되어도 생명력이 다하지 않고, 여전히 그 여파를 만들어내고 있다.
그 '이야기'에 매료되어, 氣를 이어받아 유도에 대한 또 다른 이야기를 그려내고 있는 그의 후배들을 통해서 말이다.
글쓴이가 확인 할 수는 없지만 분명히 있지 않겠는가? 그 여파가 지금 체육관에서도 이어지고 있으며, 장차 금메달을 따게 되어 "저는 유도부 이야기를 보고 유도를 시작하게 됐습니다"라는 인터뷰를 보게 될지도 말이다.
그 두 번째 박자는 '액션'
유도부 이야기에서 유도경기에 대한 묘사는 '생동감' 그 자체이다.
그야말로 숨이 넘어 갈 듯 한 긴장감이 그대로 전해지는 표현과 팬터치는 이 이외에는 본적도 없다.
아니 조금 오바인가? 뭐 베르세르크의 작가 미우라 켄타로도 한 수 배워야 될 '액션' 이라고만 해두고 싶다.
그 세 번째 박자 '코미디'
산고쥬고의 이름을 보면 산고라는 어디서 들어본 단어가 생각 날 것이다.
임산부가 출산할 때의 고통을 줄여서 '산고'라고 말한다.
이야기가 진행되 유도대회에 나가 주인공이 무대에 오르자 대뜸 해설자가 주인공의 이름이 산고가 뭐냐며 포복절도를 하게 만든다.
보는 이를 자지러지게 만드는 이 코미디는 과거에는 천재라 불리며 光名을 떨쳤지만 어느새 귀찮음에 패배해 별 볼일 없는 고등학교 유도부 감독이 되어버린 이가라시 감독이 등장하면서 브레이크가 고장난 열차처럼 주체가 안 되게 되어버린다.
또한 산고와 산고를 짝사랑하던 히로미와의 애뜻한 러브스토리도 유도부 이야기를 꽉 차게 만드는 간과할 수 없는 요소이다.
또또한 고전임에도 작화는 어떤 작품에도 뒤지지 않는 터치를 보여준다.